# Chełmno
Chełmno (latinul Culmen, németül Culm, Kulm) város Lengyelországban, a Kujávia-pomerániai vajdaságban, a 
chełmnoi járásban. A város a Visztula völgyében, a folyó partján, a Fryba torkolatánál fekszik. Chełmno 40 km-re helyezkedik el Toruńtól északra. A város nem tévesztendő össze Chełmno faluval, mely a Nagy-lengyelországi vajdaságban helyezkedik el, illetve a Chełmno nad Nerem községgel, mely szintén a Nagy-lengyelországi vajdaságban van és mely mellett a második világháború alatt a Kulmhof megsemmisítő tábor működött. Chełmno közelében vezet át a Visztulán a Cieszyn – Gdańsk útvonalon az 1. számú út (E75) hídja. A város történelmi magja a Visztulától mintegy 1,5 km távol fekvő dombon található, a modern, általában panelházakkal beépült városrészek ettől keletre és délre fekszenek. A város a történelmi-földrajzi chełmnoi föld régió fővárosa. Toruńnyal együtt a vidék és egyben Észak-Lengyelország legrégibb városa. (A városi jogokat, az úgynevezett chełmnoi jogokat 1233-ban kapta meg).

## A város neve
A Visztula menti dombról kapta a város ősi Kulm nevét, mely balti vagy szláv eredetű szó. A mai Chełmno név a régi lengyel nyelvben ugyancsak dombot jelentett.

## Története

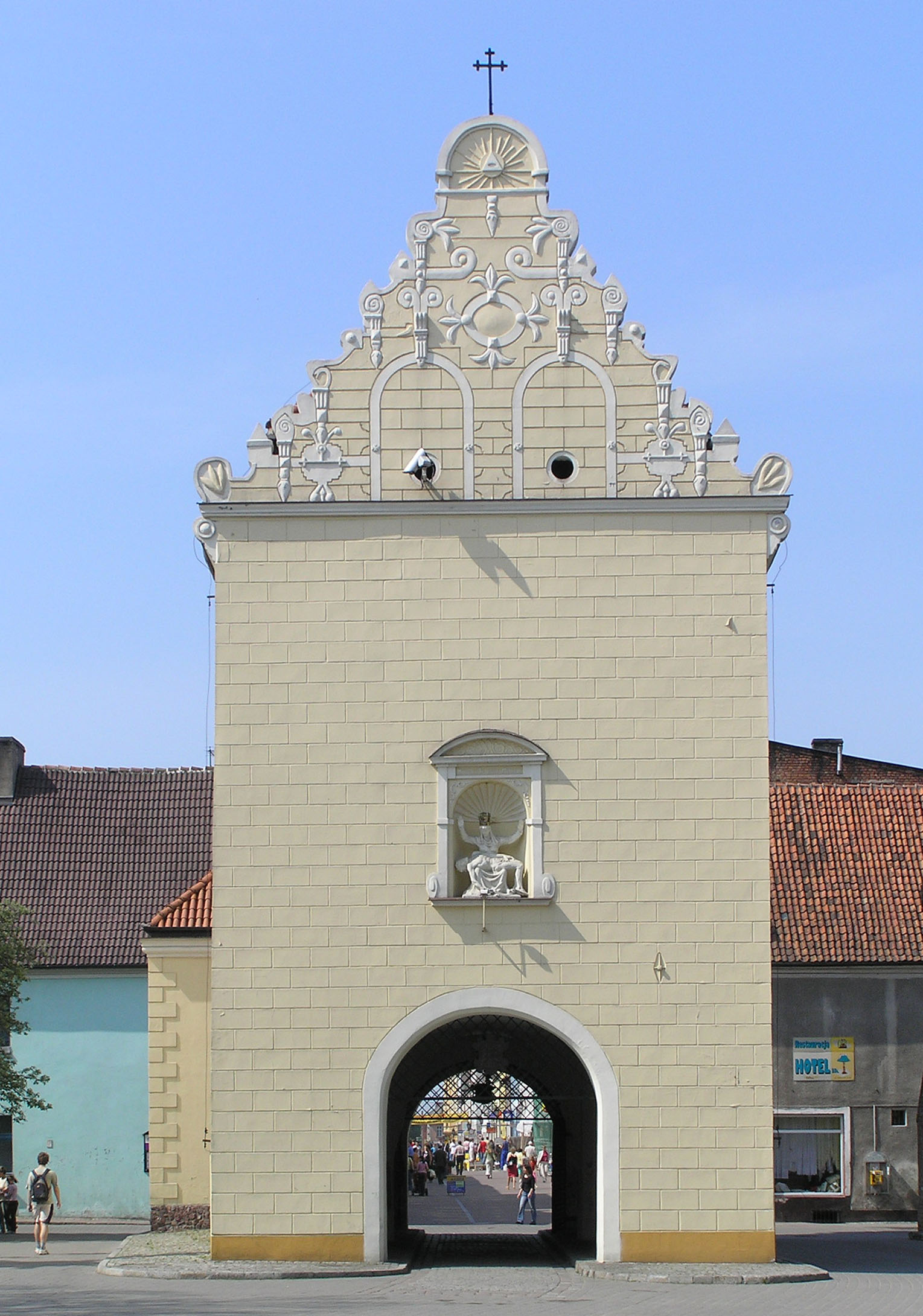
A Grudziądzi kapu - bejárat az óvárosba keletről

Chełmno már a korai középkortól megerősített település volt, mely a legalább 2500 éves múltra visszatekintő út mellett feküdt. Az utat már a lausitzi kultúra idején használták és folyamatos volt az emberek jelenléte később is, stratégiai jelentőségű megerősített település maradványait tárták fel a közeli Kałdus község területén, melyet később a szlávok is laktak. A 11. századvan román bazilika maradványai is előkerültek, ami a kereszténység felvétele körüli időben húzza alá a hely fontosságát.
A város, mely később áthelyeződött a mai Starogród falu helyére a 11. és 12 században várispáni székhely volt. 1228-ban a Német Lovagrend a chełmnoi föld fővárosává jelölte ki, majd 1230-1250 között a lovagrend legfontosabb városa lett és az I. komturia székvárosa. 1236-1251 között a chełmnoi egyházmegye székhelye. 1233. december 28-án Toruńnyal együtt városjogokat kapott, melyet 1251-ben megújítottak, és amelyek mintául szolgáltak mintegy 200 kelet-pomerániai és mazóviai város számára. Ebben az időben a város neve németül Kulm (latinul Culm) lett.
A 13. században helyeződött át a város mai helyére. Ettől kezdve gyors fejlődésnek indult, csatlakozott a Hanza-szövetséghez, de nem tett szert olyan jelentőségre, mint Toruń. 1466-ban a második toruńi béke értelmében a város a Porosz Királysághoz került. 1473-tól majd ismét 1692-től itt működött a Chełmnoi Akadémia nevű középiskola, mely együttműködött a krakkói egyetemmel. A 18. században Chełmno elszegényedett, 1772-től porosz uralom alá került, 1806-tól a varsói hercegséghez, 1825-től Poroszországhoz, 1817-től Nyugat-Poroszországhoz tartozott.

## Műemlékei

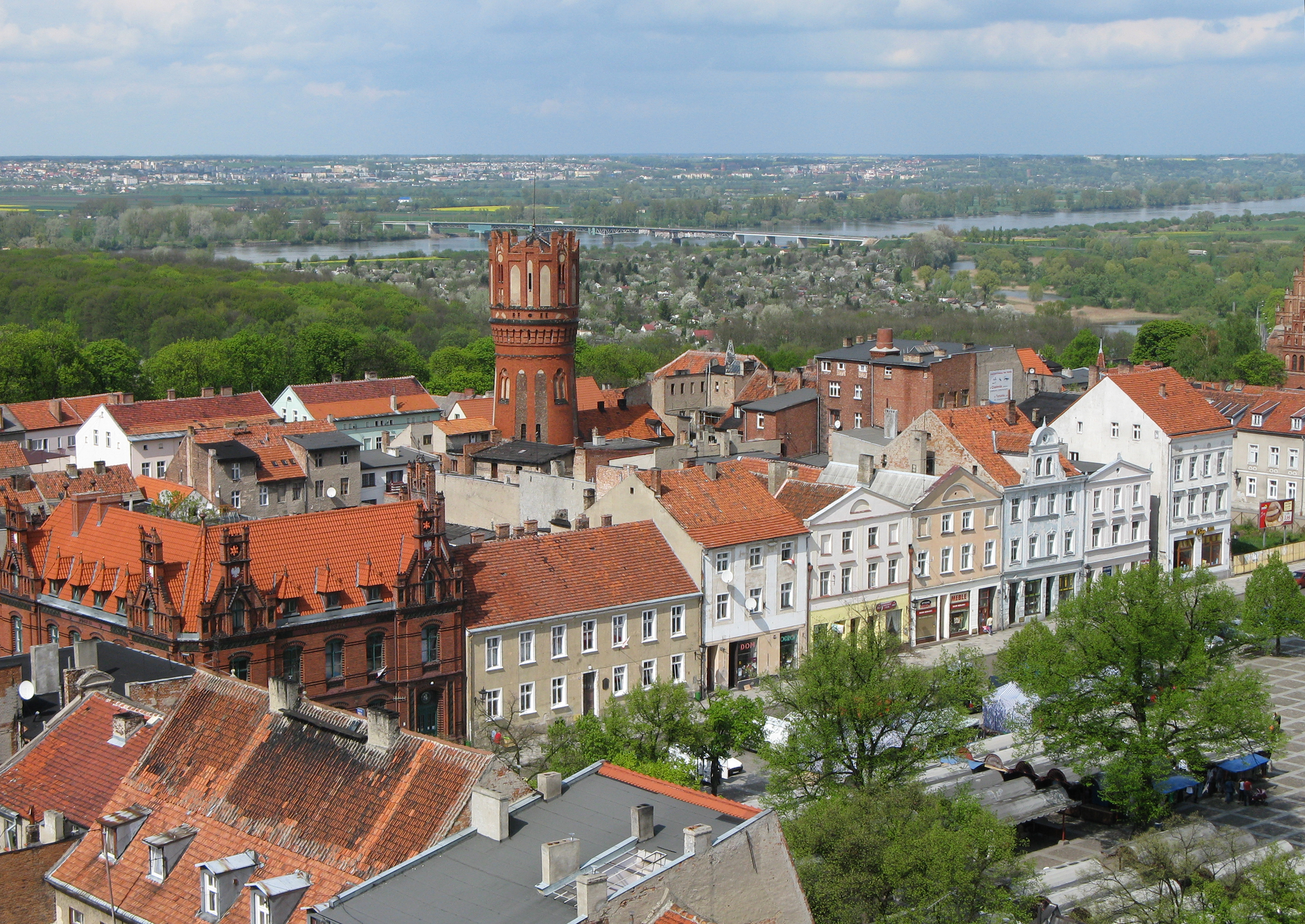
Chełmno központja. A piactér északi oldala, víztorony és a Visztula

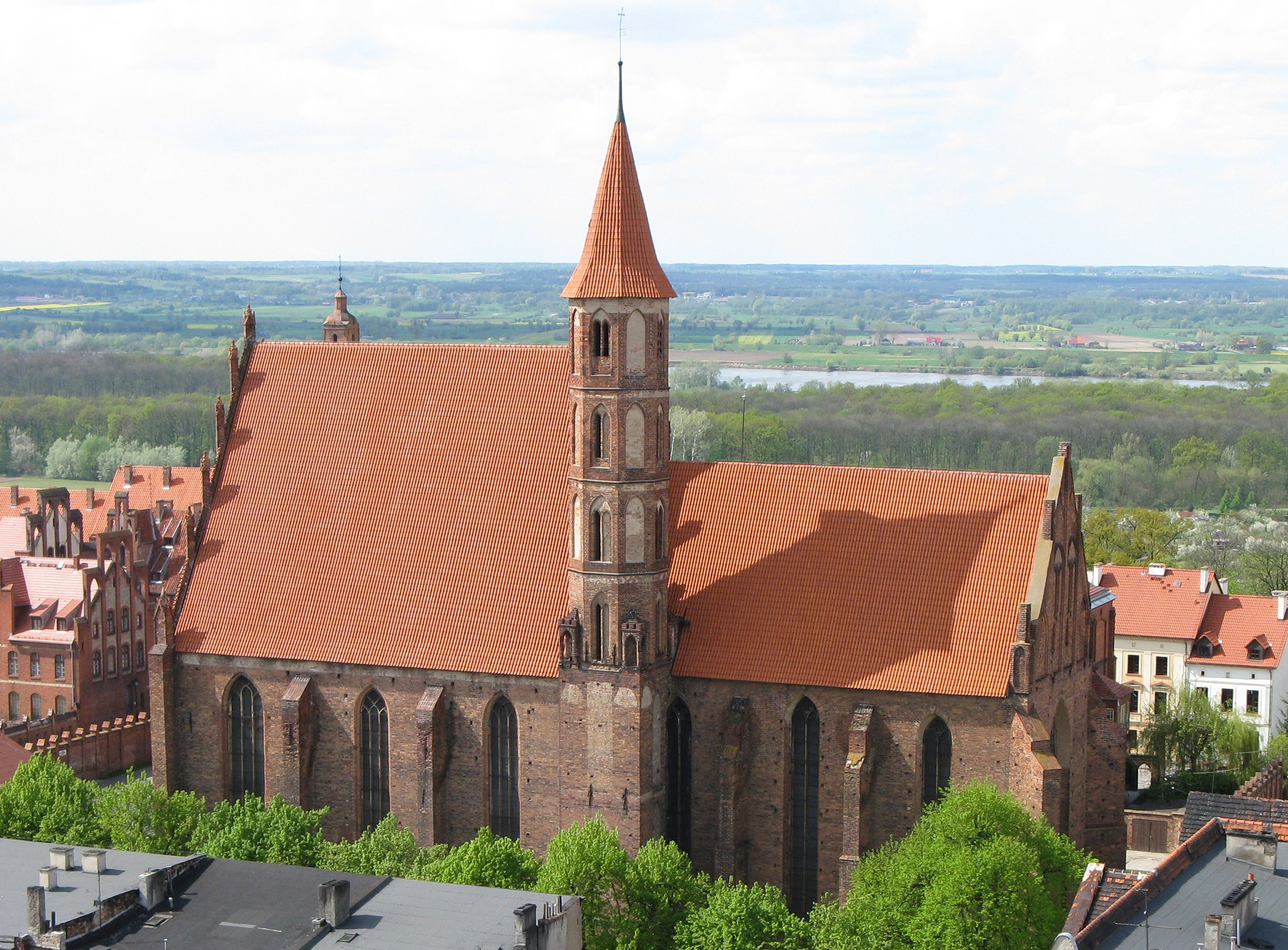
Szent Jakab és Szent Miklós templom

Chełmno kivételesen gazdag műemlékekben, öt gótikus temploma maradt fenn (az egykori hétből), gyakorlatilag változatlan a középkori városkép, majdnem teljesen ép városfalak és nagyon sok épület a 18.-18. századból. A város urbanisztikai rendszere valószínűleg még a második alapítás idejéből 1251. utáni évekből ered.
- Szűz Mária mennybemenetele plébániatemplom. 1280-1320 között épült.
- Reneszánsz városháza. 13. században épült gótikus épületből 1567-1572 és 1584-1596 között átépítve. Észak-Lengyelország egyik legértékesebb reneszánsz műemléke.
- Szent Jakab és Miklós temploma. Korábban ferences templom, háromhajós templom négyszögletes presbitériummal. A 13. század végétől a 14. század első negyedéig épült.
- Szent Péter és Pál apostol temploma. gótikus, eredetileg kéthajós, majd a 14. században háromhajóssá (nagyon keskeny északi hajóval) átépített templom. A 18. században barokk stílusban átépítették, csak a presbitérium maradt meg eredeti alakjában.
- Irgalmas nővérek kolostora, korábban ciszterciták majd benedek rendi apácák kolostora, Szent János evangelista temploma gazdag berendezéssel a 16.-17.-18. századból. A kolostor a 13. század utolsó negyedétől a 14. század elejéig épült, a 16.-17. század fordulóján átépítették, majd a 19. század végén neogótikus stílust kapott. legrégebbi része az úgynevezett II. Mściwój torony, mely valószínűleg régi lovagrendi őrtotony volt. Az épületegyüttes területén van a merseburgi kapu is.
- Szent Lélek templom, 1280-1290 között épült téglaépület, melyet fa boltozat borít, eredetileg a kórház temploma volt.
- Szent Márton kápolna.
- Grudziądzi kapu a 13. század végéről a 17. században hozzáépített kápolnával (Kapus kápolna)
- Csaknem sértetlen városfalak bástyákkal és tornyokkal. (Az egyik leghosszabb városfal Lengyelországban)
- A Chełmnoi Akadémia barokk épülete, a 19. században átépítették.
- Az egykori posta épülete a 17. századból, átépítve a 19. század közepén, majd 1911-ben
- Fegyvertár 1811-ből, átépítve 1885-ben
- Cywiński család palotája. Gótikus épület a 13. század második feléből, átépítve 1570-ben.
- A kadétok egykori kaszárnyája és iskolája 1766-ból
- Késő barokk lakóház a 18. század második feléből (ul. Grudziądzkiej 36.)
- Magtárak a 18. és 19. század fordulójáról (ul. Podmurnej 7.)
- A chełmnoi erőd maradványai. Az erődöt Poroszország építette az első világháború előtt.

A chełmnoi műemlékek az Európai Téglagótika Útjához tartoznak

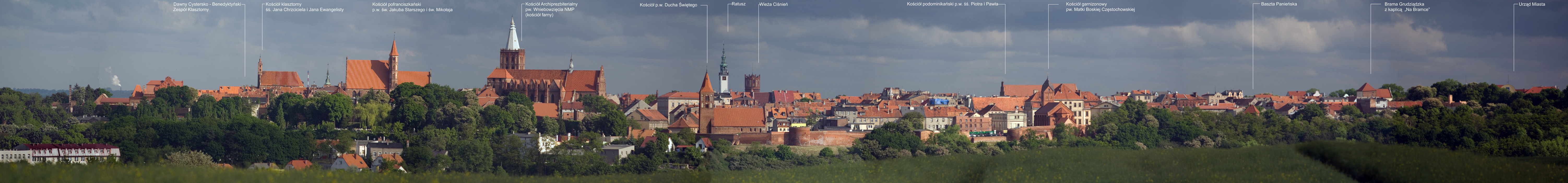
Óvárosi panoráma

## Fordítás
- Ez a szócikk részben vagy egészben  a   Chełmno című lengyel Wikipédia-szócikk fordításán alapul.  Az eredeti cikk szerkesztőit annak laptörténete sorolja fel. Ez a jelzés csupán a megfogalmazás eredetét és a szerzői jogokat jelzi, nem szolgál a cikkben szereplő információk forrásmegjelöléseként.